# 约翰·霍文
約翰·亨利·霍文三世（英語：John Henry Hoeven III；1957年3月13日—）是一位美国北達科他州共和黨政治人物，現任聯邦參議員。

## 生平
2011年成為北達科他州聯邦參議院議員。此前他在2000年到2010年擔任北達科他州州長，並在2010年北達科他州美國參議院議員選舉取代不再尋求連任的民主黨參議員拜倫·L·多根、用76.08%比22.17%大比數擊敗民主黨候選人特雷西·波特取得議席，使他成為自1987年後24年來首位共和黨北達科他州聯邦參議員。
當選州長之前，霍文在1993年到2000年擔任全美國唯一國有銀行——北達科他州銀行的總裁。

## 延伸閱讀
- Background and collected news at The Washington Post
- 美國國會國家人物傳記大辭典中的傳記
- 由華盛頓郵報維護的投票記錄
- 智慧投票计划中的傳記、投票紀錄及利益集團評級
- Congressional profile at GovTrack
- Congressional profile at OpenCongress
- Issue positions and quotes at On the Issues
- Financial information at OpenSecrets.org
- Staff salaries, trips and personal finance at LegiStorm.com
- 聯邦選舉委員會中的競選財務報告和數據
- Campaign contributions at the National Institute for Money in State Politics
- Appearances on C-SPAN programs
- 網路電影資料庫上的亮相頁面
- Works by or about 约翰·霍文 in libraries (WorldCat catalog)
- Profile at Ballotpedia

## 外部連結
- 約翰·霍文 （页面存档备份，存于）參議院官方網站
- 約翰·霍文參議員競選網站 （页面存档备份，存于）
- 中的“约翰·霍文”

| 民事職務               | 民事職務                                                                         | 民事職務                 |
| ---------------------- | -------------------------------------------------------------------------------- | ------------------------ |
| 前任者： 約瑟夫·蘭姆   | 北達科他州銀行總裁 1993年－2000年                                                | 繼任者： 埃里克·哈德梅耶 |
| 政党职务               |                                                                                  |                          |
| 前任者： 埃德·谢弗     | 北達科他州州長共和黨被提名人 2000年、2004年、2008年                              | 繼任者： 傑克·達爾林普爾 |
| 前任者： 伊莉莎白·多勒 | 美國參議員北達科他州共和黨被提名人 （第3類） 2010年、2016年、2022年              | 最新的                   |
| 官衔                   |                                                                                  |                          |
| 前任者： 埃德·谢弗     | 北達科他州州長 2000年－2010年                                                    | 繼任者： 傑克·達爾林普爾 |
| 美国参议院             |                                                                                  |                          |
| 前任者： 拜倫·多根     | 北達科他州第3類參議員 2011年－ 與肯特·康拉德、海迪·海特坎普、凱文·克拉默同時在任 | 現任                     |
| 前任者： 約翰·巴拉索   | 參議院印地安事務委員會主席 2017年－2021年                                        | 繼任者： 布萊恩·夏茲     |
| 美國排位名單           |                                                                                  |                          |
| 前任者： 约翰·博兹曼   | 美國參議員資歷 第37位                                                            | 繼任者： 馬可·魯比歐     |